# Musikkår

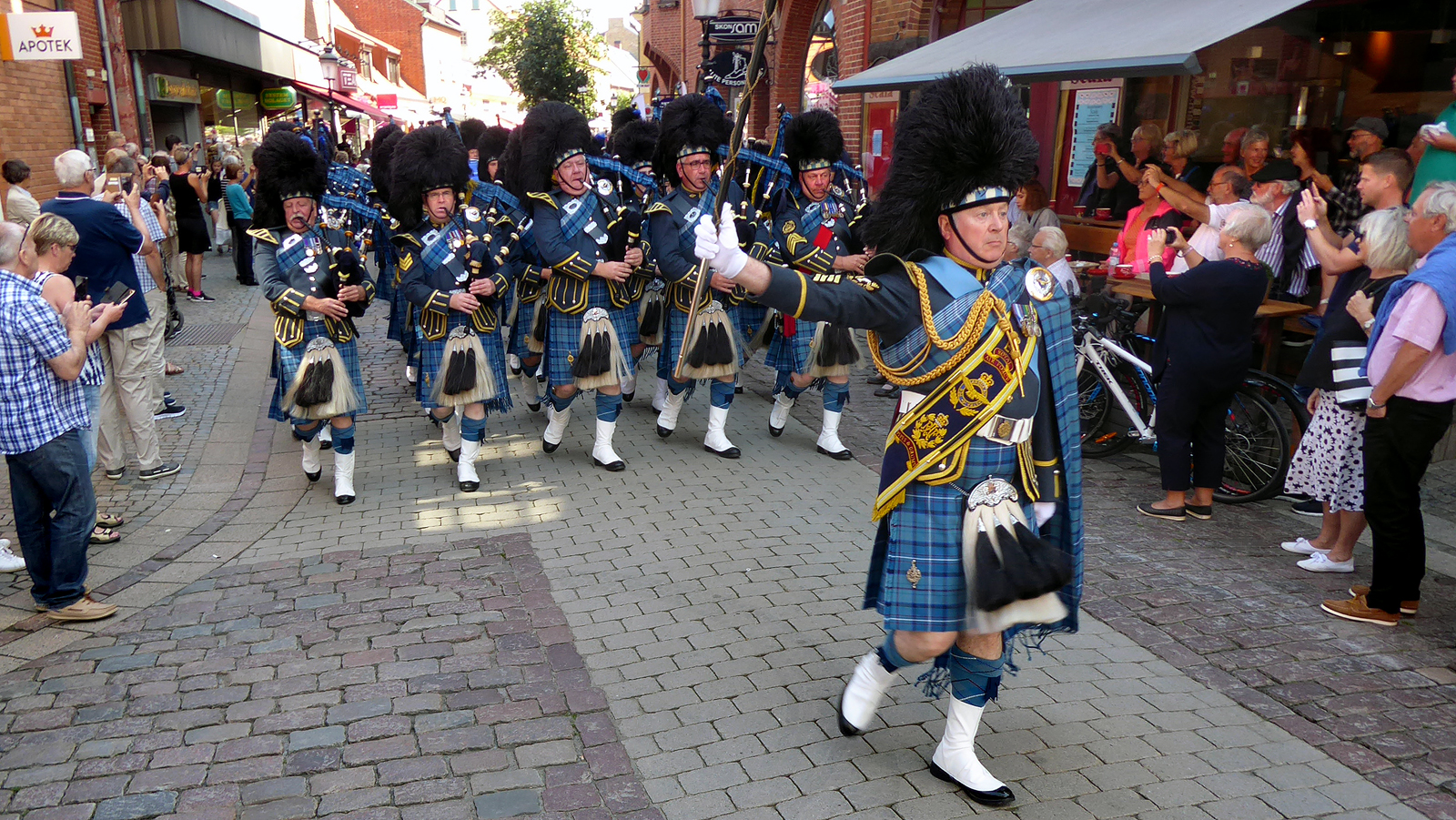
En Skotsk musikkår på Stora Östergatan i Ystad 2017.

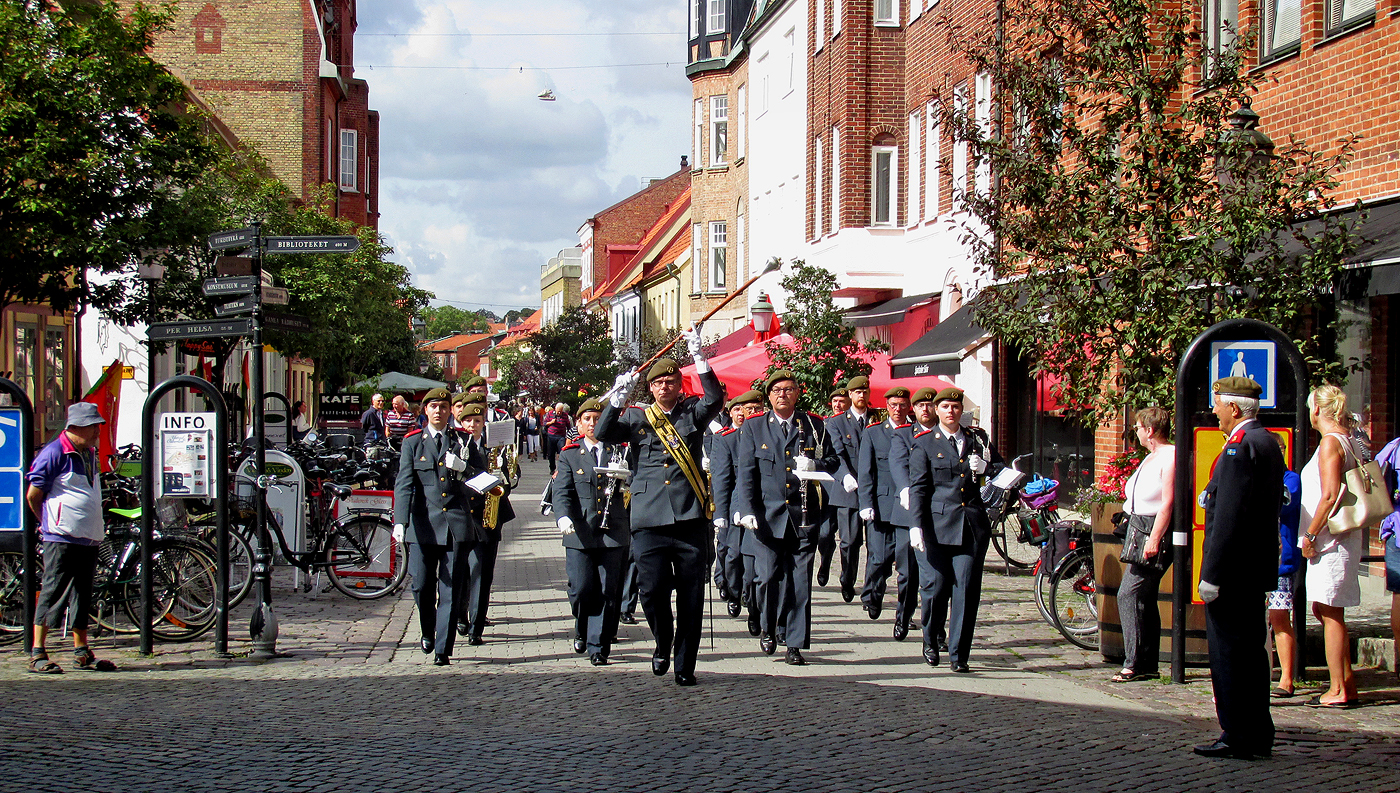
Hemvärnets Musikkår i Ystad marscherar på St. Östergatan 29 aug 2015.

Musikkår är en oftast enhetligt klädd orkester, som i huvudsak spelar blåsinstrument och ofta framför sin musik utomhus under marsch. Skillnaden mot en blåsorkester är att en musikkår kan musicera under marsch. En liten militär musikkår till häst kallas musiktropp.
Med undantag av virveltrumma, bastrumma, cymbal och stundom lyra (ett klockspelliknade, buret slaginstrument), används i huvudsak blåsinstrument som kornett, trumpet, flöjt, klarinett, saxofon, dragbasun, ventilbasun, varierande sorters horn och tuba.
Musikkårer har sitt ursprung i militärmusikens musikkårer, men förekommer sedan länge även i civila former, exempelvis på bruksorter runtom i Sverige. Frälsningsarmén har alltid ägnat stort intresse åt denna musikform, som ibland kallas blås-, horn- eller mässingsmusik. I skolorna förekommer ungdomsmusikkårer och många får här en grundläggande, musikalisk inskolning.
Musikkårer har i regel bred repertoar, och kan under stående eller sittande konserter spela såväl marscher och arrangemang av klassisk musik som visor och populärmusik av alla schatteringar.